# Кралят на крадците (филм)
Вижте пояснителната страница за други значения на Кралят на крадците.
„Кралят на крадците“ (на английски: The Thief Lord; на немски: Herr der Diebe) е британско-германско-люксембургски приключенски филм от 2006 г., на режисьора Ричард Клаус. Филмът е адаптация на романа „Повелителя на крадците“ на немската писателка Корнелия Функе. Премиерата на филма е на 5 януари 2006 г.

## В ролите
| Актьор         | Роля           |
| -------------- | -------------- |
| Арън Джонсън   | Проспер        |
| Алис Конър     | Хорнет         |
| Джаспър Харис  | Бо             |
| Алексей Сейл   | Барбароса      |
| Каролин Гудбал | Ида            |
| Джорж Мак Кей  | Ричио          |
| Джим Картър    | Виктор         |
| Карол Бойд     | Естър Хартлиеб |
| Боб Гуди       | Макс Хартлиеб  |
| Попи Роджърс   | Моросина       |